# Orrtükrösök
Az orrtükrösök vagy orrtükrös főemlősök (Strepsirrhini) a méhlepényes emlősök (Placentalia) alosztályába tartozó főemlősök (Primates) egyik alrendje. Az orrtükör nélküliek (Haplorrhini) és az orrtükrösök fejlődése mintegy 63 millió éve, a földtörténet korai paleocén időszakában vált külön.
Az orrtükrösöket félmajmok néven is szokás emlegetni, de ez utóbbi nem rendszertani fogalom, mert az orrtükör nélküliek közé tartozó koboldmakikat is félmajmoknak tekintik.
(Az orrtükör – latinul rhinarium – az orr végének szőrtelen, jellegzetes szerkezetű bőrfelülete az orrlyukak körül. A terület sok esetben barázdált, nedves, mint például a kutyáknál.)

## Rendszertani felosztásuk, fejlődésmenetük
Egy kihalt és három élő alrendi águkat tartjuk számon:
- Adapialkatúak (Adapiformes) – kihaltak
- Lajhármaki-alkatúak (Lorisiformes)
- Karmosmaki-alkatúak (Chiromyiformes) – ebbe egyetlen család tartozik, a karmosmakifélék (Daubentoniidae)
- Makialkatúak (Lemuriformes)

A lajhármaki-alkatúak (lórifélék, fülesmakik, pottók) az ág többi részének őseitől mintegy 50 millió éve, a korai eocén időszakban váltak el.
Madagaszkár ekkorra elszakadt már Afrikától (165 millió éve) és Indiától is (88 millió éve), de mindkét kontinenshez jóval közelebb volt még, mint jelenleg. A makialkatúak és lajhármaki-alkatúak közös ősei (valószínűleg egyetlen faj alig néhány példánya) gyaníthatóan India felől, föltehetően uszadékfákon tutajozva érkeztek Madagaszkár szigetére, amely elég nagy és elég változatos ahhoz, hogy sokféle populációnak biztosítson életteret. A szigeten rekedt "ősmakik" meglehetősen változatos ökológiai fülkéket töltöttek be – köztük olyanokat is, amelyek némelyikét a világ többi részén egészen másféle állatok foglalják el.
A karmosmaki-alkatúak (Chiromyiformes) mintegy ötmillió évvel később, a késő eocénban különültek el a makialkatúaktól. Egyetlen ma élő fajuk, a véznaujjú maki azt a szerepet tölti be Madagaszkár élővilágában, mint nálunk a harkály.
A makialkatúak (Lemuriformes) ága erősen differenciálódott: mintegy 30 millió éve váltak külön a többiektől a makifélék (Lemuridae), 28 millió éve pedig az ugrómakifélék (Indriidae). A „maradékban” körülbelül 25 millió éve különült el az egér- és törpemakifélék (Cheirogaleidae) fejlődése a fürgemakifélékétől (Megaladapidae).

## Jellemzőik
Éjszakai, fán élő állatok; főleg gyümölcsöket, illetve rovarokat esznek. Retinájuk mögött (az orrtükör nélküliektől eltérően) megőrizték az éjszakai látást segítő tapetum lucidum-ot (fényvisszaverő réteget). Az orrtükrük nedves.